# Muriel Spark
Dame Muriel Spark, DBE (geboren am 1. Februar 1918 in Edinburgh; gestorben am 13. April 2006 in Florenz; gebürtig Muriel Sarah Camberg) war eine britische Schriftstellerin.
Ihren Ruf begründete sie mit dem 1961 veröffentlichten Roman Die Blütezeit der Miss Jean Brodie, dem das Magazin The New Yorker eine ganze Ausgabe widmete. Der Roman gilt unverändert als ein Klassiker der englischsprachigen Literatur im 20. Jahrhundert. Die britische Zeitung The Guardian nahm den Roman 2009 in die Liste der 1000 Romane auf, die jeder gelesen haben muss. Die Time wählte ihn zu einem der besten 100 englischsprachigen Romane, die zwischen 1923 und 2005 veröffentlicht wurden, und 2015 wählten 82 internationale Literaturkritiker und -wissenschaftler ihn zu einem der bedeutendsten britischen Romane. Gemeinsam mit Graham Greene und Evelyn Waugh zählt sie zu den britischen Schriftstellern, die zum Katholizismus konvertierten. Nach Greenes Tod im Jahre 1991 wurde sie wiederholt als die bedeutendste lebende britische Schriftstellerin bezeichnet.

## Leben
Muriel Spark wurde als Kind eines jüdischen Vaters und einer anglikanischen Mutter geboren. Sie war das zweite Kind; ihr Bruder Philip war etwas mehr als fünf Jahre älter. Geburtsort war die kleine Mietwohnung der Eltern in 160 Brunsfield Place, im Morningside District von Edinburgh, einem Arbeiterviertel. Ihre Großeltern auf väterlicher Seite waren russische Juden, die im späten 19. Jahrhundert nach Großbritannien eingewandert waren. Ihr Vater Bernard „Barney“ Camberg, der bereits in Großbritannien zur Welt gekommen war, hatte zwar eine Ausbildung als Motormechaniker durchlaufen, war wegen fehlender geeigneter Stellen jedoch bis zu seiner Pensionierung im Alter von 70 Jahren Arbeiter der North British Rubber Company. Ihre Mutter Sarah „Cissy“ Camberg, geborene Uezzell, war zwar als Kind christlich erzogen worden, hatte ihn jedoch in einer Synagoge geheiratet. Um das Gehalt ihres Ehemannes aufzubessern, nahm Cissy während Sparks früher Kindheit Untermieter auf. Cissy war eine gut aussehende, heitere Frau, die viel Wert auf ihr Aussehen legte. Allerdings war sie auch alkoholabhängig. Sie trank anfangs täglich kleinere Mengen Portwein, schließlich aber eine Flasche Madeira pro Tag. Als Spark neun Jahre alt war, wurde in die Familie auch noch ihre Großmutter Adelaide aufgenommen, die sich ab dann das Schlafzimmer mit Spark teilte. Adelaide war zu dem Zeitpunkt 73, noch körperlich und geistig fit. Drei Jahre vor ihrem Tod erlitt sie jedoch zwei Schlaganfälle und wurde pflegebedürftig. Spark pflegte die Großmutter gemeinsam mit ihrer Mutter. Ihr Biograf Martin Stannard billigt der Großmutter einen großen Einfluss auf sie zu. Adelaide hatte sich früh für das Frauenwahlrecht eingesetzt und ein weitgehend unabhängiges Leben geführt. Stannard ist der Ansicht, dass sich am Beispiel der Großmutters Muriels Bild der unabhängigen Künstlerin formte, die isoliert ist und von einer männerdominierten Umwelt als merkwürdig eingestuft wird. Adelaide lebte für etwas mehr als sechs Jahre in der Familie; sie starb am 10. August 1933.
Barney und Cissy legten beide Wert auf eine gute Schulausbildung ihrer Kinder und nahmen es trotz des begrenzten Familieneinkommens auf sich, die Kinder an schulgeldpflichtigen Privatschulen unterrichten zu lassen. Spark wurde an der James Gillespie's High School for Girls in Edinburghs Stadtteil Marchmont unterrichtet. Es war keine der besten Schulen von Edinburgh, hatte aber einen guten Ruf, und einige der Schülerinnen besuchten anschließend auch die Universität. Das gilt allerdings nicht für Muriel. Sie war zwar in der Schule gut genug, um ein Stipendium zu gewinnen, besuchte aber im Anschluss an ihre Schulausbildung Kurse in Geschäftskorrespondenz am Heriot-Watt College.
Literatur hatte in Muriel Sparks Familie keine Rolle gespielt. Die Mutter las nicht mehr als einfache Frauenromane, der Vater die Sportseite der Tageszeitungen. Muriel dagegen nutzte die Möglichkeit, sich aus der öffentlichen Bibliothek Bücher auszuleihen, und las britische Klassiker wie William Wordsworth, Robert Browning, Alfred Tennyson und Algernon Swinburne. Zu den zeitgenössischeren Autoren zählten Edmund Blunden, Rupert Brooke, Walter de la Mare, William Butler Yeats, Alice Meynell, Robert Bridges und John Masefield. Als sie später selbst mit literarischen Formen experimentierte, hatten T. S. Eliot, Marcel Proust, Charles Baudelaire, Max Beerbohm, Evelyn Waugh und Ivy Compton-Burnett großen Einfluss auf sie. Tatsächlich hatte sie sich schon an ihrer Schule mit ihrer Poesie einen Ruf erworben. Bereits von der 12-jährigen Spark waren wegen ihrer auffallenden Qualität fünf und nicht wie sonst üblich nur ein Gedicht in das Schulmagazin aufgenommen worden. Als 1931 eine Auswahl von Gedichten, die zuvor in Edinburgher Schulmagazinen veröffentlicht worden waren, zusammengestellt wurde, waren Sparks frühe Werke ebenfalls auffallend häufig vertreten. Muriel bedauerte die fehlende Universitätsausbildung lediglich, weil sie damit bessere Möglichkeiten auf dem Arbeitsmarkt gehabt hätte. Bereits bei Schulabschluss war sie sich sicher, dass sie Schriftstellerin werden wolle, und sah Arbeitsstellen primär als einen Weg zu einer gewissen finanziellen Unabhängigkeit, mit der sie ihre schriftstellerischen Versuche finanzieren konnte.
Nach ihren Sekretärinnenkursen am Heriot-Watt College arbeitete die mittlerweile 18-jährige Muriel als Sekretärin des Besitzers des Edinburgher Kaufhauses Small, eines exklusiven Geschäftes, das an Edinburghs vornehmer Einkaufsstraße Princes Street lag. Zuvor hatte sie an einer kleinen Privatschule Stunden in Englisch, Naturkunde und Arithmetik gegeben und dafür an dieser Schule einen Stenografie-Kurs belegen können. Begleitet von ihrem Bruder besuchte sie in ihrer Freizeit regelmäßig den ebenfalls an der Princes Street gelegenen Overseas Club, um dort zu tanzen. Sie schloss eine Reihe von Männerbekanntschaften, die jedoch immer oberflächlich blieben. Muriel hielt später über diese Zeit fest, dass sie damals noch kaum erwachsen gewesen sei und dass diese Beziehungen fast zwangsläufig keusch blieben: Da jeder noch zu Hause lebte, gab es kaum Gelegenheit zu größerer körperlicher Nähe. Erst mit ihrer Heirat habe sie das erste Mal mit einem Mann geschlafen.

### Ehe
Den Mann, den Muriel 1937 als Neunzehnjährige heiratete, lernte sie ebenfalls im Overseas Club kennen. Sydney Oswald Spark war 13 Jahre älter als Spark, ein Jude, der in Litauen geboren wurde, bevor seine Eltern nach Großbritannien auswanderten. Er hatte an der Edinburgh University studiert, arbeitete als Mathematiklehrer und sah sich selbst als Intellektuellen. Er plante in den Kolonialdienst nach Afrika zu gehen und bat Muriel Spark, ihn dahin zu begleiten. Am 13. August 1937 verließ Muriel Großbritannien in Richtung Rhodesien, dem heutigen Simbabwe, um dort Sydney Oswald zu heiraten. Am 3. September 1937 heirateten die beide im heutigen Harare, das zur damaligen Zeit noch Salisbury hieß.
Sydney Oswald Spark hatte seiner jungen Frau verschwiegen, dass er vor ihrer Ehe in Behandlung bei einem Psychiater war und dass er nach Afrika weniger aus Abenteuerlust gegangen war, als weil er nicht in der Lage war, wegen seiner Wesensart eine dauerhafte Anstellung an einer britischen Schule zu finden. Ähnlich verhielt es sich jedoch auch in Rhodesien. Bereits wenige Wochen nach ihrer Ankunft in Fort Victoria, dem heutigen Masvingo, hatte er Probleme mit der dortigen Schulbehörde. Zu dem Zeitpunkt war Muriel jedoch bereits schwanger. Während ihrer Schwangerschaft wechselte Muriels Ehemann von Schule zu Schule und wurde zunehmend depressiv. Am 9. Juli 1938 kam Muriels Sohn Robin zur Welt, die Probleme in der Beziehung verschärften sich daraufhin noch weiter. Nachdem Sydney sie geschlagen hatte, lebte das Ehepaar in ihrem Hotel in getrennten Räumen. Zwei Jahre nach der Eheschließung befand sich Muriel in einer sehr schwierigen Situation: Sie war finanziell abhängig von einem Mann, dessen Gewalttätigkeit sie zunehmend fürchtete, hatte ein kleines Kind und wegen des Ausbruchs des Zweiten Weltkriegs gab es für sie keine Möglichkeit, nach Großbritannien zurückzukehren. Über die Ereignisse der nächsten zwei Jahre blieb Muriel Spark immer vage. Sicher ist, dass sie schließlich mit ihrem Sohn, aber getrennt von ihrem Mann in eine der rhodesischen Städte zog und sich dort mühselig mit Sekretariatsarbeiten über Wasser hielt. Ihr Mann tat sich mit der Trennung sehr schwer, belauerte sie und wurde gegenüber Männern, die sie in dieser Zeit kennenlernte, gewalttätig, was Muriel in eine zunehmende Isolation trieb und ein normales Leben weitgehend unmöglich machte. Die Scheidung von dem Mann, den Muriel mittlerweile als Psychopathen bezeichnete, zog sich von 1939 bis 1943 hin. Eine Rückkehr nach Großbritannien war sehr schwierig und wurde noch komplexer durch die Entscheidung der britischen Regierung, keine Kinder von im Ausland lebenden Briten mehr ins Land zu lassen. Sie entschied sich schließlich dafür, ihren kleinen Sohn in eine Pflegefamilie zu geben, während sie die sehr risikoreiche Schiffsreise nach Großbritannien auf sich nahm: Sie hatte erst kurz zuvor einen engen Freund verloren, dessen Schiff durch die deutsche Marine vor der afrikanischen Küste torpediert worden war. Die Rückkehr nach England war von der Hoffnung geprägt, dort die Behörden von einer Ausnahme zu überzeugen und ihr zu erlauben, ihren Sohn nach Großbritannien zu holen.
1944 kehrte Muriel Spark in ihr Heimatland zurück, wo sie bis zum Ende des Zweiten Weltkriegs in der Aufklärung tätig war und vor allem Falschmeldungen verfasste, die auf deutscher Seite Verwirrung stiften sollten. Ihr Sohn lebte in Rhodesien in einem Konvent; sein Vater erlitt nach seiner nächsten Entlassung einen Nervenzusammenbruch, verbrachte einige Zeit in einer psychiatrischen Anstalt in Rhodesien und durchlebte anschließend eine so depressive Phase, dass er außer Stande war, irgendeine Maßnahme zu ergreifen. Vater und Sohn verließen Afrika am 9. September zwar mit demselben Schiff; Sydney Oswald Spark stand wegen seiner psychischen Gesundheit jedoch unter medizinischer Beobachtung, Robin war einer Familie der Royal Air Force zur Betreuung übergeben worden.

### Autorin
Bereits in Rhodesien veröffentlichte Muriel erste Gedichte, gewann dafür Preise und las diese im lokalen Radio vor. Nach dem Krieg begann sie auch in Europa als Schriftstellerin zu arbeiten und veröffentlichte unter dem neuen Nachnamen, den sie von ihrem Ehemann angenommen hatte, Poesie und Literaturkritik. Im Jahre 1947 wurde sie die Herausgeberin von Poetry Review. Privat war diese Zeit geprägt von dem Kampf um das Sorgerecht für ihren Sohn. Dieser lebte in Edinburgh bei ihren Eltern, die Vormundschaft für das Kind war in Rhodesien jedoch Sydney Oswald Spark zugesprochen worden. 1954 trat sie der katholischen Kirche bei, die sie als entscheidend für ihren Werdegang als Schriftstellerin ansah und die für sie eine wesentlich ältere Tradition als der Anglikanismus darstellte. Graham Greene und Evelyn Waugh unterstützten sie ideell und finanziell.
Ihr erster Roman The Comforters (dt. Die Tröster) wurde 1957 veröffentlicht, aber es war der fünf Jahre später erschienene Roman The Prime of Miss Jean Brodie (dt. Die Blütezeit der Miss Jean Brodie, zuvor auch unter dem Titel Die Lehrerin erschienen), der ihre Reputation begründete und den sie als ihr Hauptwerk ansah. Dieses Buch wurde 1969 mit Maggie Smith in der Hauptrolle verfilmt, wofür diese mit dem Oscar ausgezeichnet wurde.

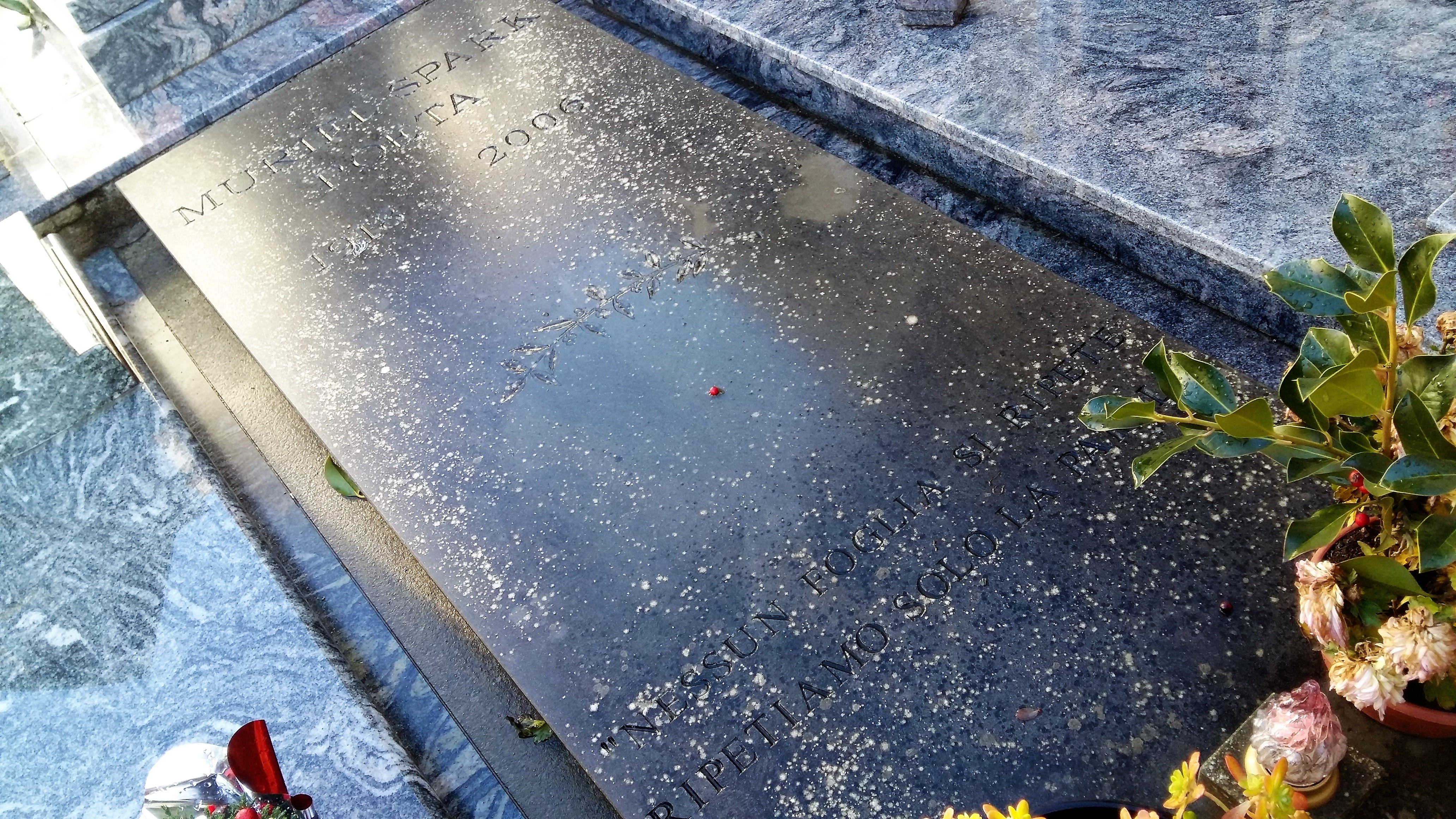
Muriel Spark Poeta

Nachdem sie einige Jahre in New York City gelebt hatte, zog sie in den späten 1960er Jahren nach Italien, in die Toskana, wo sie im Jahre 2006 starb. Ihr Grab ist in der Chiesa di Sant’Andrea Apostolo in Olivieto in der Gemeinde Civitella in Val di Chiana.

## Auszeichnungen und Ehrungen
- 1951: The Observer Short Story Prize für The Seraph and the Zambesi
- 1962: Italia Prize für die BBC-Hörspielfassung von Die Ballade von Peckham Rye
- 1960: American Contemporary Review Award für Memento Mori
- 1965: James Tait Black Memorial Prize für Das Mandelbaumtor
- 1978: Ehrenmitglied der American Academy of Arts and Letters[26]
- 1986: Ordre des Arts et des Lettres
- 1987: F.N.A.C. 1. Preis für Le Meilleur Recueil de Nouvelles Etrangères: The Stories of Muriel Spark
- 1987: The Best Scottish Book of the Year, verliehen von der Saltire Society und der Royal Bank of Scotland für The Stories of Muriel Spark
- 1988: The Bram Stoker Award from The Crime Writers of America für Mary Shelley
- 1992: T. S. Eliot-Preis für kreatives Schreiben
- 1993: Dame Commander of the Order of the British Empire
- 1995: Verleihung des Ehrendoktortitels der University of Aberdeen und der Heriot-Watt University in Edinburgh, Ehrenmitglied der Royal Society of Edinburgh
- 1997: David Cohen Prize für ihr Gesamtwerk
- 1997: Spring Book Award des Scottish Arts Council für Träume und Wirklichkeit
- 1998: Gold Pen Award des English Centre of International P.E.N. für ihr Gesamtwerk
- 1999: Verleihung des Ehrendoktortitels für Literatur der Oxford University
- 2005: Isola d'Elba-Raffaello Brignetti für Der letzte Schliff
- 2005: Verleihung der Ehrenbürgerwürde der Stadt Civitella nella Chiana (Toskana)
- 2005: Verleihung der Ehrendoktorwürde der amerikanischen Universität in Paris

## Bibliografie
Romane und Stücke
- The Comforters (1957)
  - Deutsch: Die Tröster. Übersetzt von Peter Naujack. Diogenes, 1963.
- Robinson (1958)
  - Deutsch: Robinson. Übersetzt von Elizabeth Gilbert. Diogenes, 1962.
- Memento Mori (1959; 1975 verfilmt)
  - Deutsch: Memento Mori. Übersetzt von Peter Naujack. Diogenes, 1960.
- The Ballad of Peckham Rye (1960)
  - Deutsch: Die Ballade von Peckham Rye. Übersetzt von Elisabeth Schnack. Diogenes, 1961, 1974, ISBN 325720119-2
- The Bachelors (1960)
  - Deutsch: Junggesellen. Übersetzt von Elisabeth Schnack. Diogenes, 1961.
- The Prime of Miss Jean Brodie (1961)
  - Deutsch: Die Lehrerin. Übersetzt von Peter Naujack. Diogenes, 1962. Auch als: Die Blütezeit der Miss Jean Brodie.
- The Girls of Slender Means (1963)
  - Deutsch: Mädchen mit begrenzten Möglichkeiten. Übersetzt von Kyra Stromberg. Rowohlt, 1964.
- Doctors of Philosophy (1963, Theaterstück)
- The Mandelbaum Gate (1965)
  - Deutsch: Das Mandelbaumtor. Übersetzt von Hans Wollschläger. Rowohlt, 1967.
- The Public Image (1968)
  - Deutsch: In den Augen der Öffentlichkeit. Übersetzt von Christian Ferber. Rowohlt, 1969.
- The Very Fine Clock (1968, Kinderbuch, illustriert von Edward Gorey)
  - Deutsch: Die sehr gute Uhr. Übersetzt von Gerd Haffmans. Diogenes (Klub der Bibliomanen #27), 1971.
- The Driver's Seat (1970, als Identikit 1974 verfilmt)
  - Deutsch: Töte mich! Übersetzt von Matthias Fienbork. Diogenes 1980, ISBN 3-257-01699-9.
- Not to Disturb (1971)
  - Deutsch: Bitte nicht stören. Übersetzt von Otto Bayer. Diogenes, 1990, ISBN 3-257-01829-0.
- The Hothouse by the East River (1973)
  - Deutsch: Das Treibhaus am East River. Übersetzt von Otto Bayer. Diogenes, 1991, ISBN 3-257-01879-7.
- The Abbess of Crewe (1974)
  - Deutsch: Die Äbtissin von Crewe. Übersetzt von Gisela Petersen. Volk und Welt (Volk-und-Welt-Spektrum #109), Berlin 1977. Auch als: Ullstein-Bücher #4802, 1977, ISBN 3-548-04802-1; 1987, ISBN 978-3-257-22581-5.
- The Takeover (1976)
  - Deutsch: Die Übernahme. Übersetzt von Mechtild Sandberg. Ullstein, 1978, ISBN 3-550-06290-7.
- Territorial Rights (1979)
  - Deutsch: Zu gleichen Teilen. Übersetzt von Mechtild Sandberg. Ullstein, 1980, ISBN 3-550-06321-0. Auch als Hoheitsrechte.
- Loitering with Intent (1981)
  - Deutsch: Vorsätzlich Herumlungern. Übersetzt von Hanna Neves. Diogenes, 1982, ISBN 3-257-01622-0.
- The Only Problem (1984)
  - Deutsch: Das einzige Problem. Übersetzt von Otto Bayer. Diogenes, 1991, ISBN 978-3-257-01699-4.
- A Far Cry From Kensington (1988)
  - Deutsch: Ich bin Mrs. Hawkins. Übersetzt von Otto Bayer. Diogenes, 1989, ISBN 3-257-01813-4.
- Symposium (1991)
  - Deutsch: Symposium. Übersetzt von Otto Bayer. Diogenes, 1992, ISBN 3-257-01923-8.
- The French Window and the Small Telephone (1993, mit Illustrationen von Penelope Jardine, Jugendbuch)
- Reality and Dreams (1996)
  - Deutsch: Träume und Wirklichkeit. Übersetzt von Hans-Christian Oeser. Diogenes, 1998, ISBN 3-257-06186-2.
- Aiding and Abetting (2000)
  - Deutsch: Frau Dr. Wolfs Methode. Übersetzt von Hans-Christian Oeser. Diogenes, 2001, ISBN 3-257-06273-7.
- The Finishing School (2004)
  - Deutsch: Der letzte Schliff. Übersetzt von Hans-Christian Oeser. Diogenes, 2005, ISBN 3-257-06475-6.

Sammlungen
- The Fanfarlo and Other Verse (1952, Gedichte)
- The Go-away Bird (1958, Erzählungen)
  - Deutsch: Der Seraph und der Sambesi und andere Erzählungen. Übersetzt von Peter Anujack und Elisabeth Schnack. Diogenes, 1963. Auch als: Portobello Road und andere Erzählungen. Übersetzt von Peter Naujack. Diogenes-Taschenbuch #20894, 1982, ISBN 3-257-20894-4.
- Voices at Play (1961, Kurzgeschichten und Stücke)
- Collected Poems I (1967, Gedichte)
- Collected Stories I (1967, Gedichte)
- Bang-bang You're Dead (1982, Erzählungen)
- Going Up to Sotheby's and Other Poems (1982, Gedichte)
- Complete Short Stories (2001, Erzählungen)
- All the Poems (2004, Gedichte)
  - Deutsch: Wenn Du Talent hast für die Liebe. Die Gedichte. Englisch / Deutsch. Übersetzt von Christa Schuenke. Diogenes, 2012, ISBN 3-257-06671-6.

Sachliteratur
- Child of Light (1951, Biografie von Mary Shelley, überarbeitete Fassung 1987 als Mary Shelley)
- John Masefield (1953, Biografie)
- Emily Brontë: Her Life and Work (1953, mit Derek Stanford)
- Curriculum Vitae (1992, Autobiografie)

als Herausgeber
- Tribute to Wordsworth (1950, mit Derek Stanford)
- Selected Poems of Emily Brontë (1952)
- My Best Mary (1953, mit Derek Stanford, Auswahl von Briefen von Mary Shelley)
- The Brontë Letters (1954)
- Letters of John Henry Newman (1957, mit Derek Stanford)

## Einzelbelege
1. ↑  Muriel Spark: The Prime of Miss Jean Brodie. 7. Oktober 1961, ISSN 0028-792X (newyorker.com [abgerufen am 28. Februar 2019]).
2. ↑   1000 novels everyone must read: the definitive list. In: The Guardian. 23. Januar 2009, abgerufen am 8. September 2022 (englisch).
3. ↑  The best British novel of all time: have international critics found it? 8. Dezember 2015, abgerufen am 8. September 2022 (englisch).
4. ↑   Stannard: Muriel Spark : the biography. S. XV.
5. ↑   Stannard: Muriel Spark : the biography. S. 1.
6. ↑   Stannard: Muriel Spark : the biography. S. 5.
7. ↑   Stannard: Muriel Spark : the biography. S. 2.
8. ↑   Stannard: Muriel Spark : the biography. S. 7.
9. ↑   Stannard: Muriel Spark : the biography. S. 15.
10. ↑   Stannard: Muriel Spark : the biography. S. 16.
11. ↑   Stannard: Muriel Spark : the biography. S. 17.
12. ↑   Stannard: Muriel Spark : the biography. S. 23.
13. ↑   Stannard: Muriel Spark : the biography. S. 37.
14. ↑   Stannard: Muriel Spark : the biography. S. 38.
15. ↑   Stannard: Muriel Spark : the biography. S. 40.
16. ↑   Stannard: Muriel Spark : the biography. S. 43.
17. ↑   Stannard: Muriel Spark : the biography. S. 44.
18. ↑   Stannard: Muriel Spark : the biography. S. 47.
19. ↑   Stannard: Muriel Spark : the biography. S. 49.
20. ↑   Stannard: Muriel Spark : the biography. S. 50.
21. ↑   Stannard: Muriel Spark : the biography. S. 55.
22. ↑   Stannard: Muriel Spark : the biography. S. 56.
23. ↑   Stannard: Muriel Spark : the biography. S. 57.
24. ↑   Stannard: Muriel Spark : the biography. S. 71.
25. ↑   Stannard: Muriel Spark : the biography. S. 72.
26. ↑  Honorary Members: Muriel Spark. American Academy of Arts and Letters, abgerufen am 23. März 2019.

| Personendaten    | Personendaten                       |
| ---------------- | ----------------------------------- |
| NAME             | Spark, Muriel                       |
| ALTERNATIVNAMEN  | Camberg, Muriel Sarah (Geburtsname) |
| KURZBESCHREIBUNG | britische Schriftstellerin          |
| GEBURTSDATUM     | 1. Februar 1918                     |
| GEBURTSORT       | Edinburgh, Schottland               |
| STERBEDATUM      | 13. April 2006                      |
| STERBEORT        | Florenz, Italien                    |